# Metropolia poznańska
Metropolia poznańska – jedna z 14 metropolii obrządku łacińskiego w polskim Kościele katolickim powstała 25 marca 1992 bullą papieża Jana Pawła II Totus Tuus Poloniae populus.

## Historia
W 1821 roku papież Pius VII zreorganizował podział terytorialny Kościoła w Królestwie Pruskim. Wśród podjętych postanowień było podniesienie dotychczasowej diecezji poznańskiej do rangi archidiecezji i złączenie unią aeque principaliter z archidiecezją gnieźnieńską. W ten sposób powstała Archidiecezja gnieźnieńska i poznańska, a w konsekwencji metropolia o tej samej nazwie. Kuria diecezjalna w Poznaniu, a także Kapituła przy katedrze poznańskiej otrzymały prawnie przydomek metropolitalna. Unia przetrwała do roku 1946, w którym postanowiono złączyć archidiecezję gnieźnieńską z archidiecezją warszawską, tworząc unię in persona episcopi. Archidiecezja poznańska została wyłączona z metropolii, jakkolwiek zachowała swój status Kościoła metropolitalnego. Nie posiadała jednak żadnej diecezji sufragalnej. W 1992 powołano diecezję kaliską i włączono ją w skład metropolii poznańskiej. 

## Diecezje metropolii
- Archidiecezja poznańska
- Diecezja kaliska

## Biskupi metropolii

### Biskupi diecezjalni
- Metropolita: abp Zbigniew Zieliński (od 2025) (Poznań)
- Sufragan: bp Damian Bryl (od 2021) (Kalisz)

### Biskupi pomocniczy
- bp Grzegorz Balcerek (od 1999) (Poznań)
- bp Łukasz Buzun OSPPE (od 2014) (Kalisz)
- bp Jan Glapiak (od 2021) (Poznań)

### Biskupi seniorzy
- bp Stanisław Napierała (od 2012) (Kalisz) – od 2021 z sugerowaną nieobecnością na publicznych celebracjach lub wydarzeniach[1]
- bp Zdzisław Fortuniak (od 2014) (Poznań)
- abp Stanisław Gądecki (od 2025) (Poznań)

## Główne świątynie metropolii

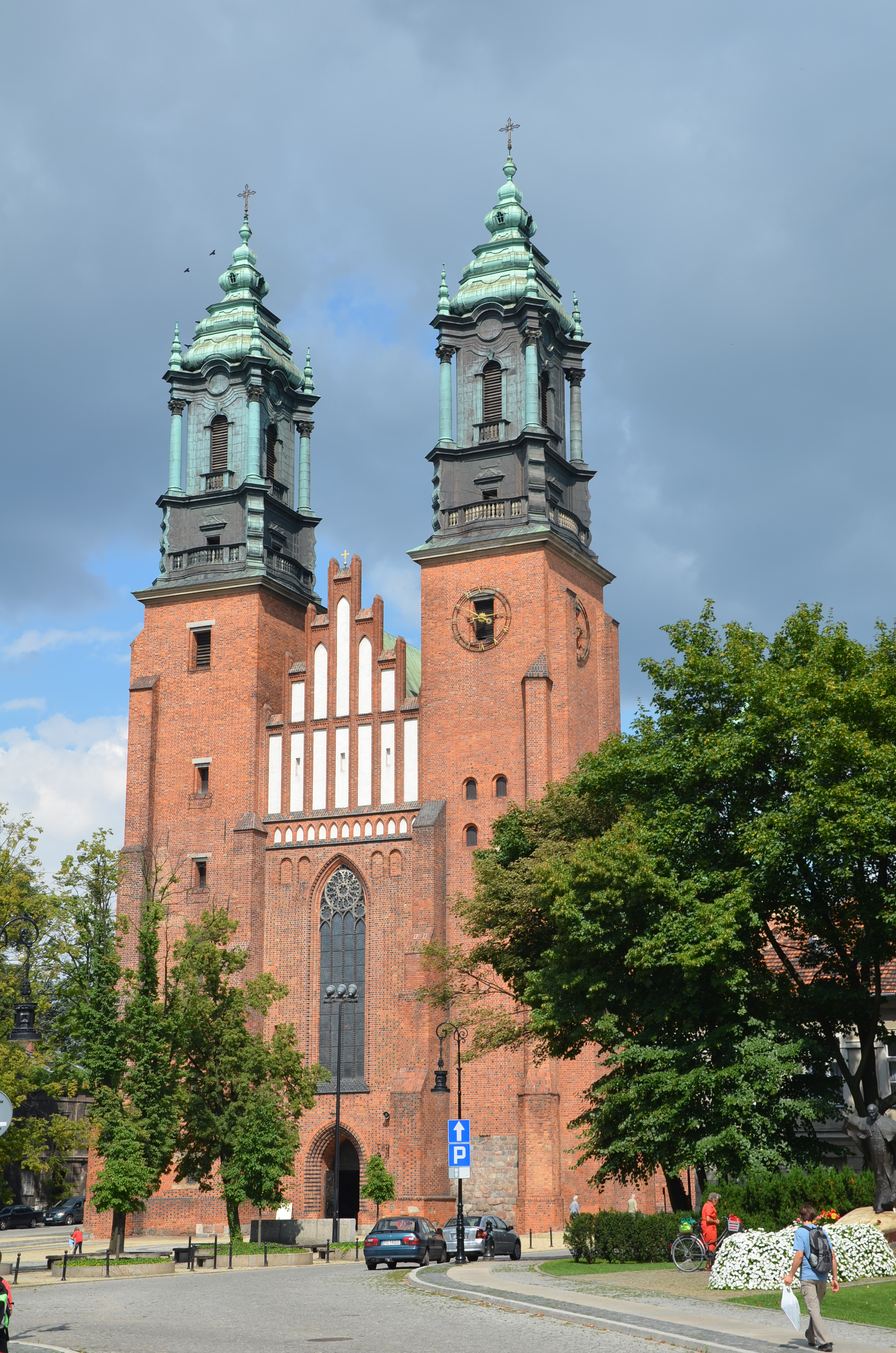
Archikatedra w Poznaniu

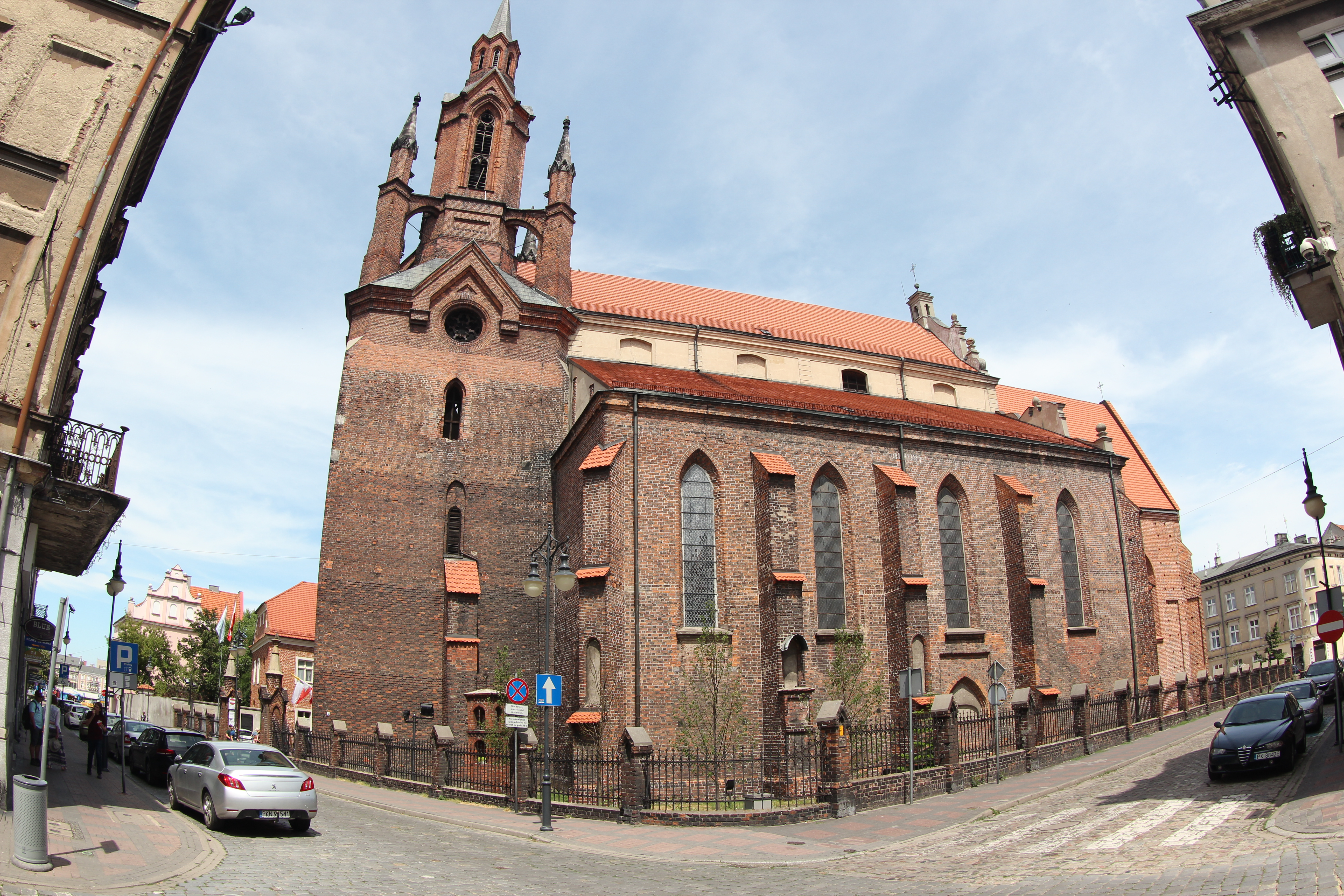
Katedra w Kaliszu

- Bazylika archikatedralna Świętych Apostołów Piotra i Pawła w Poznaniu
- Katedra św. Mikołaja Biskupa w Kaliszu
- Konkatedra św. Stanisława Biskupa w Ostrowie Wielkopolskim
- Bazylika kolegiacka i sanktuarium św. Józefa w Kaliszu
- Bazylika – Sanktuarium Świętogórskiej Róży Duchownej na Świętej Górze w Głogówku koło Gostynia
- Bazylika kolegiacka Matki Bożej Nieustającej Pomocy i św. Marii Magdaleny w Poznaniu
- Bazylika kolegiacka św. Mikołaja w Lesznie
- Bazylika kolegiacka Matki Bożej Pocieszenia i św. Stanisława w Szamotułach
- Bazylika św. Józefa w Poznaniu
- Bazylika Matki Bożej Wspomożenia Wiernych w Twardogórze
- Bazylika św. Jana Chrzciciela w Krotoszynie